# Caligo mattogrossensis
Caligo mattogrossensis är en fjärilsart som beskrevs av Ribeiro 1931. Caligo mattogrossensis ingår i släktet Caligo och familjen praktfjärilar. Inga underarter finns listade i Catalogue of Life.